# 현리 전투
현리 전투(縣里戰鬪)는 6.25 전쟁 중 1951년 5월 16일부터 5월 22일까지 강원도 인제군 기린면 현리에서 중공군과 조선인민군, 대한민국 국군 사이에서 벌어진 전투이다. 중공군이 춘계 공세를 벌였을 때 벌어진 전투로 인제군에 있던 한국군 제3군단이 방어에 실패하고 하진부리까지 밀렸다. 한국 역사 3대 패전 중 하나로 꼽힌다.

## 경과
중공군 12군단, 27군단과 조선인민군 5군단은 국군 3군단을 공격하면서, 동시에 보급로인 오마치 고개를 점령했다. 3군단이 포위당하자 당시 군단장이던 유재흥은 부군단장을 대리로 지정한 후 항공기편으로 군단 사령부로 돌아갔다. "작전회의에 참석하기 위하여 갔다"라고 항변하였지만 당시 참모총장이었던 백선엽 장군의 저서 《밴 플리트 장군과 한국군》 136쪽에는 "이 때 유재흥은 작전회의에 조차 참석하지 않았다."고 명시했다. 이 후 3군단은 지휘통제가 불가능한 와해 상황이 되었으며, 사단장들을 비롯한 모든 지휘관들이 지휘를 포기하고 계급장을 제거한 후 살기위해 무질서한 도피를 시작했다. 결국 현리에서 한국군 3군단 예하 3사단, 9사단 병력 2만 2천 명 가운데 4천 명의 사상자와 행방불명자를 냈고, 27일까지 병력의 70% 가량만 복귀했으며, 무기는 70%잃었다.

## 증언
정병석 인제 문화원장은 15세때 3군단 3사단 18연대에 학도병으로 배치됐다. 그는 "적군이 점령한 능선과 계곡을 피해 가파른 산 중턱을 탈출로 삼아 밤낮 없이 걸었으며, 곳곳에는 탈진과 굶주림으로 사망한 전우의 시신이 흩어져 있었으나 미처 수습할 겨를이 없었다"라고 말했다.

## 같이 보기
- 청천강 전투
- 덕천 전투
- 유재흥